# Bröten
Bröten är en sjö i Kinda kommun i Östergötland och ingår i Motala ströms huvudavrinningsområde. Sjön har en area på 0,339 kvadratkilometer och ligger 157 meter över havet.

## Delavrinningsområde
Bröten ingår i det delavrinningsområde (642594-148190) som SMHI kallar för Mynnar i Övre Fölingen. Medelhöjden är 187 meter över havet och ytan är 23,6 kvadratkilometer. Räknas de 3 avrinningsområdena uppströms in blir den ackumulerade arean 54,95 kvadratkilometer. Vattendraget som avvattnar avrinningsområdet har biflödesordning 4, vilket innebär att vattnet flödar genom totalt 4 vattendrag innan det når havet efter 159 kilometer. Avrinningsområdet består mestadels av skog (73 procent) och jordbruk (16 procent). Avrinningsområdet har 0,68 kvadratkilometer vattenytor vilket ger det en sjöprocent på 2,9 procent.